# Moñitos
Moñitos est une municipalité située dans le département de Córdoba, en Colombie.